# Rudyard Kipling
Joseph Rudyard Kipling FRSL (Bombai, Raj Britànic, 30 de desembre de 1865 - Londres, Anglaterra, 18 de gener de 1936) va ser un escriptor britànic, nascut a l'Índia. Avui és conegut sobretot pels seus llibres infantils, com El llibre de la selva (The Jungle Book, 1894), i per ser el primer britànic a aconseguir un Premi Nobel, a més de ser també la persona més jove a aconseguir-ne un. Entre altres honors, li van ser oferts el "British poet laureateship" i el rang de cavaller, però ell va refusar ambdues distincions.
Kipling va ser un dels escriptors en llengua anglesa més populars, tant en prosa com en vers, a les acaballes del Segle XIX i les primeries del Segle XX. L'escriptor Henry James va dir d'ell amb una frase que s'ha fet cèlebre: "Kipling em colpeix personalment com el màxim exponent del geni humà (que no només vol dir una fina intel·ligència) que mai he conegut."
Tanmateix, al final de la seua vida Kipling va arribar a ser considerat (en paraules de George Orwell) un "profeta de l'imperialisme britànic". Molts han vist prejudicis i militarisme en les seues obres, i la controvèrsia sobre aquest afer ha continuat viva durant gran part de segle XX. D'acord amb el crític Douglas Kerr: "És un autor que encara pot inspirar un desacord apassionat i el seu lloc en la història literària i cultural està lluny d'haver estat establert amb fermesa. Però a mesura que l'era dels imperis europeus desapareix, és reconegut com un incomparable, tot i que també controvertit, intèrpret de com es viu l'experiència d'un imperi. Això, juntament amb el creixent reconeixement dels seus extraordinaris dots com a narrador, en fan un escriptor imprescindible."
És considerat com un dels principals innovadors en l'art de la narració curta; els seus llibres per a infants han esdevingut clàssics de la literatura juvenil; i la millor part de la seua obra s'expressa amb un to narratiu lluminós i versàtil.

## Infantesa

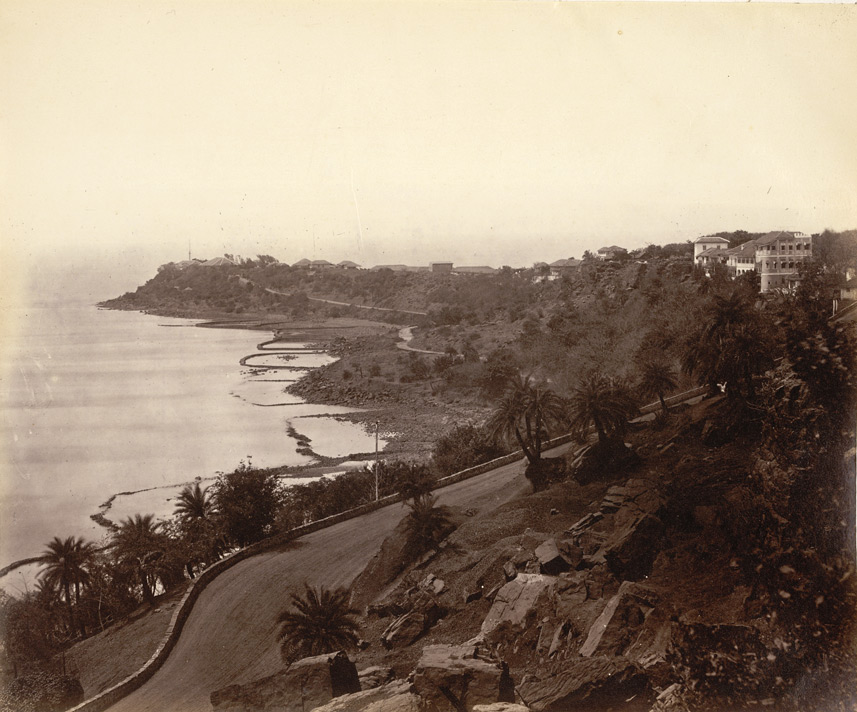
Malabar Point, Bombai, 1860s. Oriental and India Office Collection. British Library.

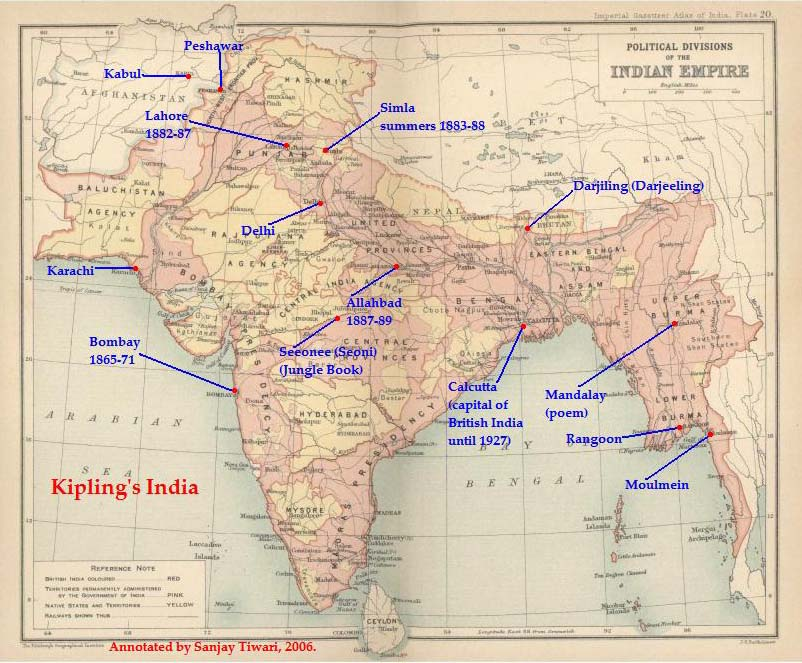
L'Índia de Kipling: mapa de l'Índia Britànica amb els llocs i dates de les estades de Kipling. Premeu per engrandir la imatge.

Rudyard Kipling va nàixer el 30 de desembre de 1865 a Bombai, Índia Britànica, d'Alice Kipling (nascuda MacDonald) i John Lockwood Kipling. Alice Kipling (una de les quatre cèlebres germanes MacDonald) era una dona vivaç a propòsit de la qual un futur Governador General de l'Índia va dir: "L'avorriment i Mrs. Kipling no poden existir en la mateixa habitació.". Lockwood Kipling, un escultor i ceramista, era el director i alhora professor d'escultura arquitectònica en la recentment fundada Jejeebhoy School of Art and Industry de Bombai. La parella, que s'havia traslladat a Índia a principis de l'any, havia iniciat les seues relacions dos anys abans a Rudyard Lake, en la rural Staffordshire (Anglaterra), i s'havien quedat tan encisats per la bellesa del lloc que van decidir posar-li el seu nom al primogènit. El lloc de naixença de Kipling encara es manté al campus del Sir J.J. Institute of Applied Art a Mumbai i actualment se'l coneix com la residència del degà.
Sobre Bombai, Kipling va escriure:
 Mare de les ciutats per a mi,
Perquè al seu llindar hi vaig nàixer,
Entre les palmeres i la mar,
On esperen els vapors de l'extrem del món.

Segons Bernice M. Murphy:
"Els pares de Kipling es consideraven a si mateixos anglo-indis (un terme usat en el segle XIX pels ciutadans britànics residents a l'Índia) i el seu fill també s'hi identificava, tot i que de fet aquest va passar la major part de la seua vida en altres llocs. Els complexos temes de la identitat i la lleialtat nacional van esdevenir preeminents en la seua obra." El mateix Kipling escrivia sobre aquests conflictes als setanta anys:
 En les caloroses vesprades, abans de fer la migdiada, ella (la mainadera portuguesa) o Meeta (el criat hindú) ens contaven històries o ens cantaven cançons índies inoblidables, i després, una vegada vestits, ens enviaven a la sala amb l'ordre de "parlar anglès a la mare i al pare". I així parlàvem "anglès", traduint amb vacil·lació des de la llengua vernacla en què pensàvem i somniàvem.

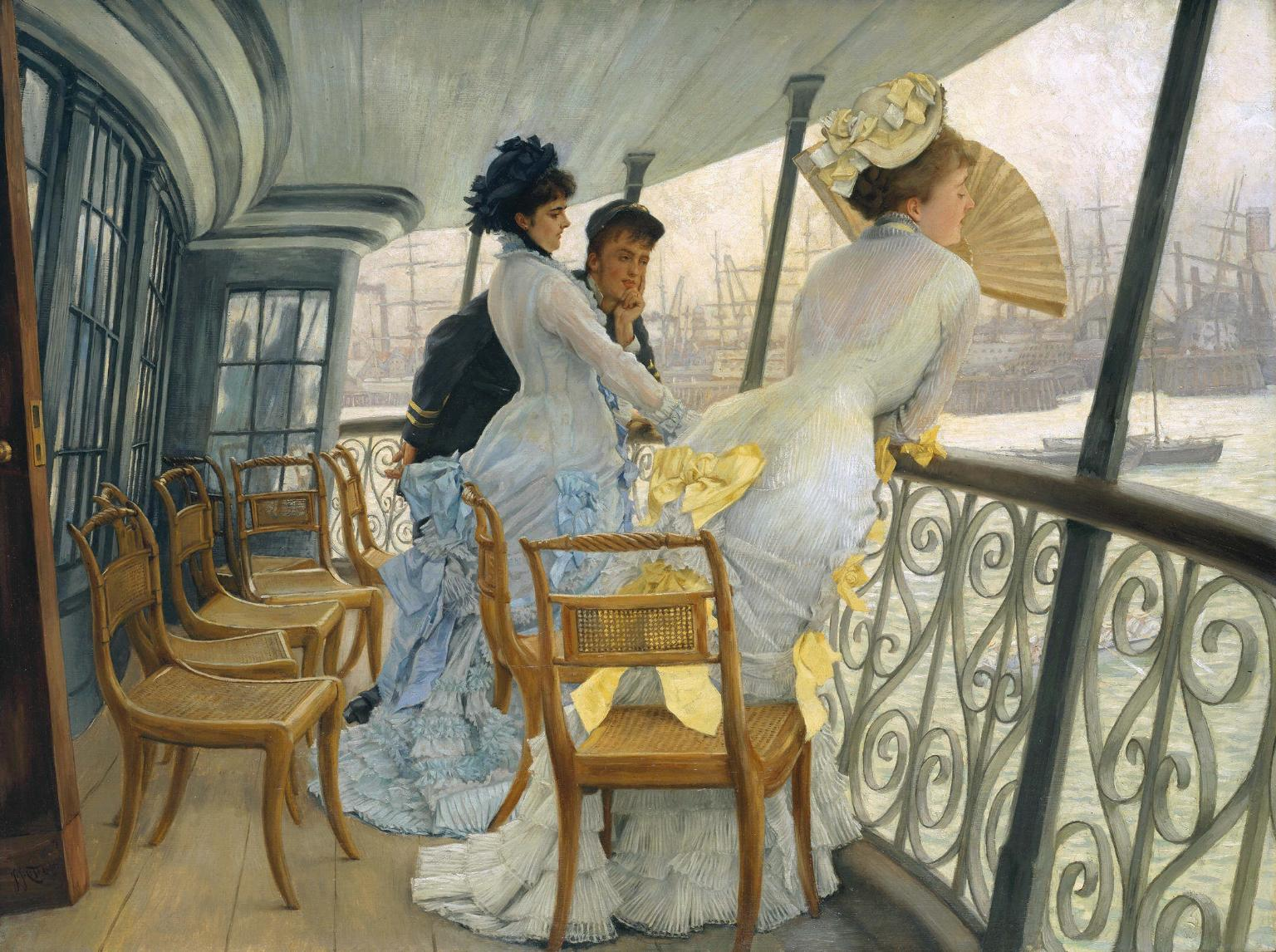
James Jacques Tissot. The Gallery of H.M.S. 'Calcutta' (Portsmouth), 1876. Kipling, que havia viatjat quatre anys abans amb la seua família des de Bombai a Portsmouth en vapor de pales de P&O, no obstant només recordava "haver passat un temps en un vaixell amb un immens semicercle que bloquejava la visió a cada costat."

Els dies d'"intensa llum i foscor" de Kipling a Bombai van acabar en complir 6 anys. Com era costum a l'Índia Britànica, ell i la seua germana de 3 anys, Alice ("Trix"), van ser enviats a Anglaterra —en el seu cas a Southsea (Portsmouth)—, i van ser posats sota la tutela d'un matrimoni que es dedicava a tenir cura d'infants fills de britànics destinats a l'Índia. Els dos infants van viure amb aquest matrimoni, el capità i la senyora Holloway, a la seua llar, Lorne Lodge, durant els següents sis anys. En la seua autobiografia, escrita al voltant de 60 anys després, Kipling recorda aquest temps amb horror, preguntant-se amb ironia si la combinació de crueltat i menyspreu que va patir de les mans de Mrs. Holloway no va ser un dels factors que va accelerar l'inici de la seua carrera literària:
Si interrogues un nen sobre els fets de cada dia (especialment a l'hora d'anar a dormir) segurament es contradirà a si mateix fàcilment. Si cada contradicció és presa com una mentida i castigada amb un retall del desdejuni, la vida no pot ser fàcil. He patit certes dosis de tirania, però allò era una tortura calculada, religiosa, gairebé científica. Amb tot, aquella situació em va fer parar atenció a les mentides que em veia forçat a dir: i en això, crec, rau la base de la creació literària.

La germana de Kipling, Trix, ho va passar millor a Lorne Lodge perquè aparentment Mrs. Holloway esperava que es casaria amb el fill del matrimoni. Els dos infants, això no obstant, tenien parents a Anglaterra que podien visitar. A Nadal, passaven un mes amb la seua tia materna Georgiana ("Georgy"), i el seu espòs, l'artista Edward Burne-Jones, a sa casa, "The Grange" a Fulham, London, la qual va ser qualificada per Kipling com "un paradís que vertaderament crec que em va salvar." En la primavera de 1877, Alice Kipling va tornar de l'Índia i va endur-se els infants de Lorne Lodge. 
 Més endavant, sovint la benvolguda tia em preguntava perquè mai no vaig dir com em tractaven. Els infants diuen menys que els animals, perquè accepten el que els succeeix com allò que ha estat eternament establert. A més, els infants maltractats són conscients del que els pot passar si traeixen els secrets de la casa-presó fins i tot abans que aquests se'ls facen evidents.

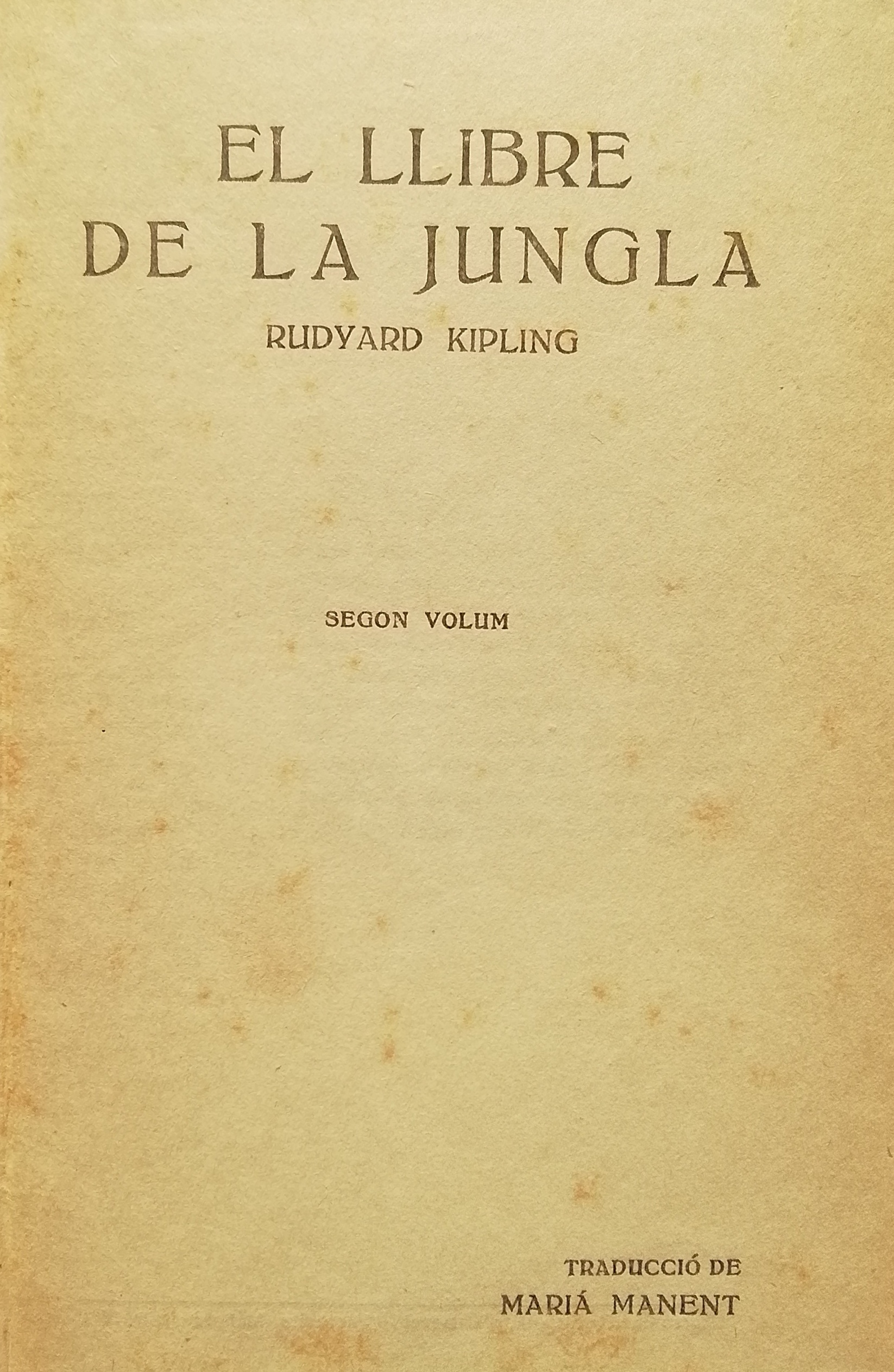
The Jungle Book de Rudyard Kipling en una traducció catalana de 1923

El gener de 1878 Kipling va ser admès al United Services College, a Westward Ho!, Devon, una escola fundada uns pocs anys abans amb l'objectiu de preparar nois per a l'exèrcit. L'escola va resultar-li inhòspita en un principi, però després va reeixir en trobar bons amics, i li va proporcionar material per als seus relats de tema escolar, Stalky & Co., publicats molts anys després. Durant aquest temps, Kipling va conèixer i es va enamorar de Florence Garrard, una companya de Trix a Southsea (on Trix havia tornat). Florence va ser el model per al personatge de Maisie en la primera novel·la de Kipling, The Light that Failed (1891). Cap al final de la seua estada a l'escola, va decidir que mancava de la capacitat acadèmica per a ingressar a Oxford amb una beca, i atès que els seus pares no gaudien dels recursos necessaris per a finançar-li els estudis, Lockwood Kipling va obtenir un treball per al seu fill a Lahore (avui dia Pakistan), on Lockwood era llavors director del Mayo College of Art i conservador del Lahore Museum. Kipling va esdevenir editor assistent d'un petit periòdic local, el Civil & Military Gazette de Lahore. Va embarcar-se cap a l'Índia el 2 de setembre de 1882, i va arribar a Bombai el 20 d'octubre de 1882. 
 D'aquesta manera, als setze anys i nou mesos, però semblant quatre o cinc anys major, i adornat amb una conspícua barba que la mare escandalitzada va suprimir en l'hora següent d'haver-la vista, em vaig trobar al Bombai on havia nascut, bellugant-me entre els paisatges i els aromes que em feren pronunciar paraules vernacles, el significat de les quals havia oblidat. Altres nois nascuts a l'Índia m'han contat que els va succeir el mateix. 
Des d'ací quedaven encara tres o quatre dies de tren fins a Lahore, on vivia la meua família. Els meus anys anglesos quedaven lluny, però no per sempre, perquè haurien de retornar amb força.

## Primers viatges

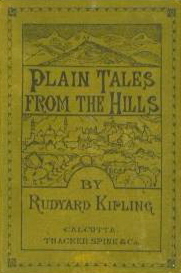
Primera edició de Plain Tales from the Hills, gener de 1888, Thacker Spink & Co., Calcutta.

La Civil and Military Gazette de Lahore, en què va treballar Kipling i a la que va qualificar de "la meua primera amant i el més vertader amor," apareixia sis dies a la setmana al llarg de tot l'any a excepció de dos dies de festa, a Nadal i a Pasqua. Kipling va treballar intensament per a l'editor, Stephen Wheeler, però la seua necessitat d'escriure era insuportable. L'any 1886, va publicar la seua primera col·lecció de versos, Departmental Ditties. En aquest any també va haver un canvi d'editors del periòdic, portant uns aires de major llibertat, i Kipling va ser encoratjat a contribuir-hi amb relats curts.

Mentrestant, a l'estiu de 1883, Kipling havia visitat per primera vegada Simla (avui dia Shimla), coneguda estació de muntanya i capital estiuenca de l'Índia Britànica. Aleshores era una pràctica establerta que el governador general de l'Índia i el seu govern s'hi traslladaven durant els sis mesos de més calor i, per tant, la ciutat esdevenia el "centre del poder i també del plaer." La família de Kipling eren visitants habituals de Simla, i a Lockwood Kipling li va ser encarregada una pintura al fresc per a decorar l'església. Kipling va retornar a Simla durant les seues vacances des de l'any 1885 al 1888, i la ciutat figura de manera destacada en moltes de les narracions que va escriure per a la Gazette. 
 El meu mes de vacances a Simla, o a qualsevol estació de muntanya on s'establia la meua gent, era pura alegria —i cada hora valia com l'or. Tot començava amb calor i malestar, per tren o carretera. Acabava en el fresc capvespre, amb una bona llar cremant en la cambra, i l'endemà —i trenta dies més!— la matinera tassa de te que em duia la mare, i les llargues converses amb tots plegats de nou. Fins i tot hi havia temps per a treballar, i tot plegat, diversió i treball m'envaïa el cap, que habitualment estava reblit. 

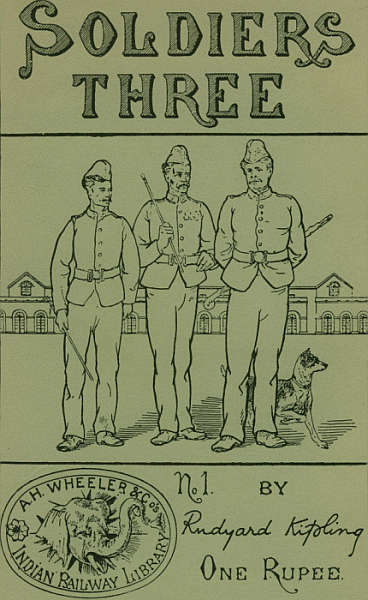
Primera edició de Soldiers Three, A. H. Wheeler & Co., Allahabad, 1888.

De nou a Lahore, al voltant de trenta-nou narracions van aparèixer a la Gazette entre novembre de 1886 i juny de 1887. La major part d'aquestes narracions van ser incloses a Plain Tales from the Hills, la primera col·lecció de prosa de Kipling, que va ser publicat a Calcuta el gener de 1888, un mes després del seu 22é aniversari. Però el temps de Kipling a Lahore arribava al seu fi. El novembre de 1887, va ser transferit al "germà gran" del diari, The Pioneer, d'Allahabad a les Províncies Unides. Tanmateix, el seu ritme d'escriptura va continuar sent frenètic, i durant l'any següent va publicar sis col·leccions de narracions breus: Soldiers Three, The Story of the Gadsbys, In Black and White, Under the Deodars, The Phantom Rickshaw, i Wee Willie Winkie, que hi contenen més de 41 relats, alguns bastant extensos. A més, com a corresponsal especial de The Pioneer a la regió occidental de Rajputana, va escriure molts reportatges que després van ser editats sota el títol de Letters of Marque i publicats al volum From Sea to Sea and Other Sketches, Letters of Travel.
A principis del 1889, The Pioneer va rellevar Kipling del seu càrrec com a conseqüència d'una disputa. Però Kipling havia estat reflexionant cada vegada més sobre el seu futur. Va vendre el drets dels sis volums de relats per 200 lliures i una petita regalia, i els Plain Tales per 50 lliures; a més va rebre una indemnització de The Pioneer equivalent a sis mesos de salari. Va decidir usar aquests diners per fer un viatge a Londres, el centre del món literari de l'imperi Britànic.
El 9 de març de 1889, Kipling va deixar l'Índia, viatjant primer a San Francisco via Yangon, Singapur, Hong Kong i Japó. Després va viatjar al llarg dels Estats Units escrivint articles per a The Pioneer que també van ser inclosos a From Sea to Sea and Other Sketches, Letters of Travel. Començant per San Francisco, Kipling va viatjar cap al nord, a Portland, Oregon; Seattle, Washington; i al Canadà, a Victòria i Vancouver, Colúmbia Britànica. Entrant de nou als Estats Units va viatjar al Parc Nacional de Yellowstone; Salt Lake City; i, cap a l'est, a Omaha, Nebraska i Chicago, Illinois; després a un tranquil poble indi al Riu Monongahela; i finalment a Elmira, Nova York, on va conèixer Mark Twain, sentint-se meravellat per la seua presència. Després va creuar l'Atlàntic, arribant a Liverpool l'octubre de 1889. Poc després va fer el seu debut en el món literari londinenc amb una excel·lent acollida.

## Carrera com a escriptor

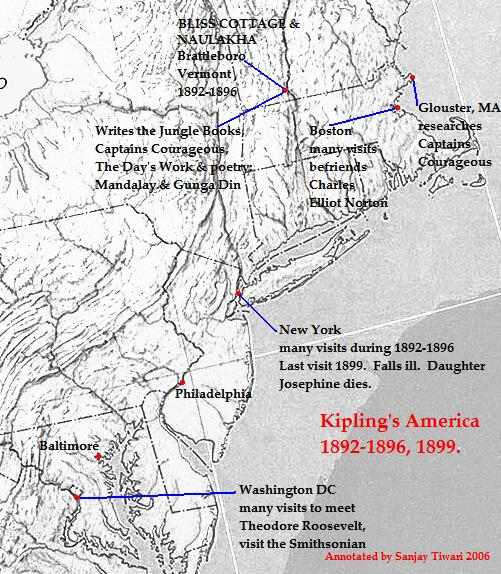
L'Amèrica de Kipling, 1892-1896, 1899. Premeu per a engrandir la imatge..

A Londres, Kipling va aconseguir que diverses revistes li acceptaren relats. També va trobar una casa on va residir els dos anys següents: 
 Mentrestant, havia trobat un habitatge a Villiers Street, Strand, que fa quaranta-sis anys era primitiu i apassionat en els seus hàbits i població. L'habitatge era menut, no gaire polit ni resguardat, però des del meu escriptori podia veure a través de la finestra els llums de l'entrada del Gatti’s Music-Hall, a l'altre costat del carrer, gairebé fins a l'escenari. Per una banda, els trens de The Charing Cross interrompien les meues nits amb el seu soroll, i per altra m'arribava el rebombori de l'Strand, mentre que davant la meu finestra l'Old Father Thames sota la Shot tower remugava amunt i avall amb el seu trànsit. 
En el dos anys següents, i per ordre, va publicar una novel·la, The Light That Failed; va patir una crisi nerviosa; i va trobar un escriptor i agent literari americà, Wolcott Balestier, amb qui va col·laborar en una novel·la, The Naulahka, (un títol que estranyament va transcriure incorrectament; veure més avant). L'any 1891, per consell dels seus metges, Kipling es va embarcar en un altre viatge visitant Sud-àfrica, Austràlia, Nova Zelanda i Índia. Tanmateix, va interrompre breument els seus plans per a passar el Nadal amb la seua família a Índia quan va assabentar-se que Wolcott Balestier havia mort sobtadament de febre tifoide, i immediatament va decidir tornar a Londres. Però abans, s'havia servit d'un telegrama per a proposar matrimoni (i ser acceptat) a la germana de Wolcott, Caroline (Carrie) Balestier, a qui havia conegut un any abans, i amb qui aparentment havia mantingut una relació amorosa intermitent. També, al final de l'any 1891, la seua col·lecció de relats curts sobre l'Índia Britànica, Life's Handicap, va ser publicada a Londres.
El 18 de gener de 1892, Carrie Balestier (de 29 anys) i Rudyard Kipling (de 26) van contraure matrimoni a Londres, en el "punt àlgid d'una epidèmia de grip, quan els empresaris de pompes fúnebres ja usaven tots els cavalls negres, i el morts s'havien d'acontentar amb els marrons." La boda va tenir lloc a All Souls Church, Langham Place i el mateix Henry James hi va portar la núvia.

Els novençans van partir de lluna de mel, fent escala en primer lloc als Estats Units (incloent-hi una visita a la casa de la família Balestier a prop de Brattleboro, Vermont) i després al Japó. Tanmateix, quan la jove parella va arribar a Yokohama, van descobrir que el seu banc, el New Oriental Banking Corporation, havia fet fallida. Van interrompre el seu viatge, van tornar a Vermont — llavors Carrie estava embarassada del seu primer fill — i van llogar una petita cabana en una granja prop de Brattleboro per deu dòlars al mes. 
 La vam moblar amb la senzillesa que aconsellava el fet d'estar llogats. Vam comprar, de segona o tercera mà, una estufa d'aire calent que van instal·lar al soterrani. Vam fer uns generosos forats a terra per a les canonades de vuit polzades (el fet que no ens cremàrem als nostres llits durant l'hivern encara no l'he pogut entendre) i ens van quedar extraordinàriament autosatisfets.

Va ser en aquesta cabana, Bliss Cottage, on va nàixer el seu primer fill, Josephine, "sota tres peus de neu en la nit del 29 de desembre de 1892. Atès que l'aniversari de sa mare era el 31 de desembre, i el meu el 30 del mateix mes la vam felicitar pel seu sentit del protocol ..." També va ser en aquesta cabana on Kipling va fer els primers esbossos d'"El llibre de la selva":
El meu estudi a Bliss Cottage tenia entre set i vuit peus, i des del desembre a l'abril el nivell de la neu arribava a la finestra. Va succeir que havia escrit un conte sobre la selva índia, que incloïa un noi que havia estat criat per llops. En la calma i el suspens de l'hivern del 92, uns records dels Lleons maçons de les meues revistes infantils i d'una frase de Nada the Lily de Henry Rider Haggard, es van combinar amb l'eco d'aquell conte. Després de deslliurar la principal idea del meu cap, la ploma va prendre la iniciativa, i la vaig veure començar a escriure històries sobre Mowgli i els animals, que més tard van esdevenir El llibre de la selva.
Amb l'arribada de Josephine, a Bliss Cottage faltava espai, de manera que el matrimoni va decidir adquirir terra — deu acres a un tossal rocós amb vistes sobre el Riu Connecticut — al germà de Carrie, Beatty Balestier, i construir la seua pròpia casa. Kipling va batejar-la amb el nom de "Naulakha" en honor de Wolcott i de la seua col·laboració, i aquesta vegada el nom va ser transcrit correctament. (Naulakha, que significa literalment "nou lakh (o, nou-centes mil) rúpies," en hindi, era el nom que s'aplicava als llegendaris collars usats per les reines en els contes populars del nord de l'Índia; Kipling el va traduir com "joia de valor incalculable"). La casa encara es troba a Kipling Road, tres milles al nord de Brattleboro: una casa gran, aïllada, de color verd fosc, amb la teulada i els costats esglaonats, a la que Kipling anomenava el seu "vaixell", i que li va proporcionar "sol i claredat mental."
La reclusió a Vermont, junt amb la "vida sana i neta" que hi portava, van fer d'ell un home inventiu i prolífic. En el curt transcurs de quatre anys, va escriure, a banda de "El llibre de la selva", una col·lecció de relats curts (The Day's Work), una novel·la (Captains Courageous), i gran quantitat de poesia, incloent-hi els volums Seven Seas, i les Barrack-room Ballads, que conté els seus poemes Mandalay i Gunga Din. Va gaudir especialment amb l'escriptura de "El llibre de la selva" i "El segon llibre de la selva" — ambdues peces mestres de l'escriptura imaginativa — i responent als molts xiquets que li escrivien sobre els llibres.

La vida d'escriptor a Naulakha va ser interrompuda de vegades per visitants, incloent-hi Lockwood Kipling, qui el va visitar només prendre la jubilació l'any 1893, i Arthur Conan Doyle, qui el va portar a clubs de golf, va romandre dos dies, i va donar a Kipling una llarga lliçó d'aquest esport. Sembla que Kipling es va aficionar al golf, practicant-lo ocasionalment amb el ministre congregacional local, fins i tot jugant amb boles roges quan el terreny estava cobert de neu. Tanmateix, el darrer joc va ser "no exactament un èxit perquè en no haver-hi límits la bola va poder lliscar dues milles avall i fer cap al riu Connecticut." Des de qualsevol punt de vista, a Kipling li agradaven els espais oberts, i una de les coses que l'encisava de Vermont era la caiguda de les fulles cada tardor:
Un petit auró donava el senyal, encenent-se en un flamíger roig sang sobre el fons d'un pi verd fosc. L'endemà hi havia una resposta des dels aiguamolls on creixen els sumacs. Tres dies més tard, els vessants dels tossals, fins on la vista era capaç d'arribar, estaven encesos, i les carreteres pavimentades de carmesí i or. Aleshores bufava un vent humit, que s'emportava tots els uniformes d'aquell exèrcit meravellós, i els roures, que s'havien mantingut a la rereguarda, mostraven les entumides cuirasses de bronze i romanien fins que queia la darrera fulla, fins que només s'hi veien els troncs pelats, i hom podia guaitar en el privat cor del bosc.
Al febrer de 1896 va nàixer la segona filla del matrimoni, Elsie. En aquest temps, segons diversos biògrafs, la seua relació de parella no era ni de lluny apassionada ni espontània. Tot i que romanien tots dos fidels, semblava que havien caigut en una farsa. En una carta a un amic que va fer per aquell temps, un Kipling de 29 anys dona aquest ombrívol consell: el matrimoni ensenya principalment "les virtuts més dures de complir — com la humilitat, la contenció, l'ordre i la prudència."
Els Kipling haurien viscut tota la seua vida a Vermont de no ser per dos incidents — d'una banda la política i d'altra els desacords familiars — que van precipitar la seua partida. A principis de la dècada del 1890, Gran Bretanya i Veneçuela havien estat mantingut disputes sobre un conflicte de delimitació fronterera que implicava la Guaiana Britànica. Els Estats Units s'havien ofert en diverses ocasions com a àrbitre, però l'any 1895 el nou secretari d'Estat americà va intervenir reclamant el "dret" dels Estats Units a arbitrar en els conflictes de sobirania del continent. Això va escalfar els ànims dels britànics i semblava que les coses podien desembocar en una gran crisi anglo-americana perquè ja es parlava de guerra a ambdós costats. Tot i que finalment la crisi va acabar en un reforçament de la cooperació, en aquell temps Kipling es va sentir desconcertat en detectar un creixent sentiment anti-britànic als Estats Units, especialment a la premsa. Va escriure en una carta que se sentia com "una gerra enmig d'una taula en un sopar d'amics." El gener de 1896, va decidir, d'acord amb el seu biògraf oficial, acabar amb la "bona vida sana" de la seua família als Estats Units i buscar fortuna a altre lloc.
Però el detonant final, segons sembla, va ser una disputa familiar. Durant cert temps, les relacions entre Carrie i el seu germà Beatty Balestier havien anat deteriorant-se per culpa de l'afecció per la beguda d'aquest, i per la seua insolvència. El maig de 1896, un Beatty borratxo va abordar Kipling al carrer i va amenaçar-lo físicament. L'incident va costar-li a Beatty un arrest, però a conseqüència dels comentaris i la publicitat, la privadesa dels Kipling va quedar completament destrossada, i això els va fer sentir-se miserables i esgotats. El juliol de 1896, una setmana abans que el tribunal dictara sentència, els Kipling es van afanyar a recollir les seues pertinences i a deixar Naulakha, Vermont, i els Estats Units.
De nou a Anglaterra, el setembre de 1896, els Kipling es van instal·lar a Torquay, en la costa de Devon, en una casa situada en un tossal que dominava la vista de la mar. Tot i que Kipling no va posar massa cura en la nova casa, el feng shui de la qual defensava, deixant els inquilins sentint-se deprimits i melancòlics, ell va reeixir en mantenir-se productiu i socialment actiu. Kipling era ara un home famós, i en els dos o tres anys previs, havia estat fent cada vegada més declaracions polítiques en els seus escrits. També havia començat a treballar en dos poemes, Recessional (1897) i The White Man's Burden (1899) que van ser polèmics des de la seua publicació. Considerats per alguns com himnes a la construcció d'un imperi il·lustrat i compromès (que van captar l'esperit de l'era Victoriana), altres els van considerar simple propaganda d'un insolent imperialisme i les seues actituds racials latents; i fins i tot uns tercers van veure-hi ironia i alertes sobre els perills de l'imperi. També sura en els poemes la sensació que l'imperi pot acabar en un no res.
Un prolífic escriptor —no va ser fàcil catalogar la seua obra completa— durant el seu temps a Torquay, també va escriure Stalky & Co., una col·lecció de relats d'ambient escolar (sorgits de la seua experiència al United Services College de Westward Ho!) els protagonistes juvenils dels quals mostren uns aires de superioritat i una actitud cínica envers l'autoritat i el patriotisme. D'acord amb la seua família, Kipling gaudia llegint-los històries de Stalky & Co., i sovint patia d'atacs de riure amb els seus propis acudits.
A principis de 1898, Kipling i la seua família van viatjar a Sud-àfrica durant les vacances d'hivern, iniciant una tradició que es mantindria (llevat de l'any següent) fins a l'any 1908. Amb la seua nova reputació com a poeta de l'imperi, Kipling va ser calorosament rebut per alguns dels més poderosos polítics de Cape Colony, incloent-hi Cecil Rhodes, Sir Alfred Milner, i Leander Starr Jameson. Per la seua banda, Kipling va conrear la seua amistat i va arribar a admirar en gran manera els tres homes i llur política. El període 1898-1910 va ser crucial en la història de Sud-àfrica, incloent-hi la Segona Guerra Bòer (1899-1902), el subsegüent tractat de pau, i la formació de la Unió de Sud-àfrica l'any 1910. De nou a Anglaterra, Kipling va escriure poesia donant suport a la causa britànica en la Guerra Bòer, i en la seua següent visita a Sud-àfrica a principis de 1900, va ajudar a llançar un periòdic, The Friend, per a les tropes britàniques a Bloemfontein, la recentment conquistada capital de l'Estat Lliure d'Orange. Tot i que el seu treball al periòdic només va durar dues setmanes, era la primera vegada des del temps de The Pioneer d'Allahabad, més de deu anys abans, que Kipling treballava a la redacció d'un diari.
Kipling va començar a recollir material per un altre dels seus clàssics per a infants, Just So Stories for Little Children. Aquesta obra es va publicar l'any 1902, i una altra de les seues obres perdurables, Kim, va veure la llum l'any anterior.
En una visita als Estats Units l'any 1899, Kipling i la seua filla major Josephine van patir una pneumònia, arran de la qual Josephine va morir.
La producció poètica d'aquest període inclou Gunga Din (1892) i The White Man's Burden (1899); en el terreny de l'assaig es va veure involucrat en el debat sobre la responsabilitat britànica sobre l'ascensió del poder naval alemany, publicant una sèrie d'articles titulats conjuntament A Fleet in Being.
En la primera dècada del segle XX Kipling va atènyer la màxima popularitat. L'any 1907 va ser guardonat amb el Premi Nobel de literatura. La declaració del premi deia: "en consideració al poder d'observació, originalitat d'imaginació, virilitat d'idees i destacable talent narratiu que caracteritza les creacions d'aquest universalment reconegut autor." El premi Nobel havia estat establert l'any 1901 i Kipling va ser el primer escriptor en llengua anglesa en rebre'l. A la cerimònia de lliurament a Estocolm, el 10 de desembre de 1907, el secretari permanent de l'Acadèmia Sueca, C.D. af Wirsén, va fer grans elogis tant a Kipling com als tres segles de literatura anglesa:
L'Acadèmia Sueca, lliurant el Premi Nobel de Literatura d'aquell any a Kipling, desitjava retre tribut i homenatge a la literatura d'Anglaterra, tan rica en múltiples glòries, i als grans genis del regne de la narrativa que aquest país havia produït en tots els temps.
El tancament d'aquest gloriós episodi va ser la publicació de dues col·leccions de poemes i relats connectats entre si: Puck of Pook's Hill, dels anys 1960 i Rewards and Fairies dels 1910. La darrera contenia el poema "If— ". En una enquesta popular de la BBC realitzada l'any 1995, va ser elegit com el poema britànic favorit. Aquesta exhortació a l'autocontrol i l'estoïcisme és potser el poema més famós de Kipling.
Kipling simpatitzava amb la postura anti-Home Rule dels Unionistes Irlandesos. Va ser amic d'Edward Carson, el líder dublinès de l'Unionisme de l'Ulster, que va convèncer els Ulster Volunteers a oposar-se a la "Home Rule" a Irlanda. Va escriure el poema "Ulster" l'any 1912(?) reflectint la seua opinió. El poema reflecteix l'Ulster Day (28 de setembre de 1912) quan mig milió de persones van signar l'Ulster Covenant.

## Els efectes de la Primera Guerra Mundial
Kipling estava tan associat amb l'actitud expansiva i confiada de la civilització europea de les darreries del Segle XIX que era inevitable que la seua reputació patira en els anys de la Primera Guerra Mundial i en els posteriors. També Kipling va conèixer la tragèdia de primera mà, en morir el seu únic fill baró, John, l'any 1915 a la batalla de Loos, després de la qual va escriure "Si us pregunten per què morim/ respongueu, perquè els nostres pares van mentir". S'ha especulat que aquestes paraules poden revelar els sentiments de culpa de Kipling per haver empès el seu fill a allistar-se en la Guàrdia Irlandesa, malgrat que aquest inicialment s'havia mostrat contrari a entrar en l'exèrcit degut als seus problemes visuals.
Parcialment en resposta a aquesta tragèdia, Kipling es va unir a la Comissió Imperial de Cementeris de Guerra "Sir Fabian Ware" (actualment Commonwealth War Graves Commission), grup responsable dels cementeris enjardinats britànics que encara avui poden trobar-se al llarg del front oriental i en altres llocs del món on siguin soterrades tropes de la Commonwealth. La seua contribució més significativa al projecte va ser la selecció de la frase bíblica "Llur nom estarà cada vegada més present" que pot trobar-se en els monuments dels cementeris més grans. També va escriure una història dels Irish Guards, el regiment del seu fill, en dos volums, que va ser publicada l'any 1923 i que és considerada com un dels millors exemples de la història regimental. El commovedor conte de Kipling, "The Gardener", descriu visites als cementeris de guerra.
Amb la creixent popularitat de l'automòbil, Kipling esdevingué corresponsal motoritzat de la premsa britànica, i va escriure de manera entusiàstica sobre els seus viatges per Anglaterra i més enllà.
L'any 1922, Kipling, que havia fet referència al treball dels enginyers en certs poemes i escrits, va ser reclamat per un professor d'enginyeria civil de la Universitat de Toronto perquè l'ajudara a desenvolupar un compromís i una cerimònia dignes per a la graduació dels estudiants d'enginyeria. Kipling es va mostrar molt entusiasmat i aviat va respondre a ambdues comandes: el compromís i una cerimònia anomenada formalment "The Ritual of the Calling of an Engineer". Actualment, tots els enginyers que es graduen al Canadà, i alguns als Estats Units, porten un anell de ferro en la cerimònia com a mostra del seu compromís amb la societat. Aquest mateix any Kipling va esdevenir rector de la Universitat de St Andrews a Escòcia, lloc que va ocupar fins a l'any 1925.

## Mort i repercussions de la seva obra
Kipling va escriure fins a les primeries de la dècada del 1930, però amb més calma i amb menys èxit que abans. Va morir d'una hemorràgia cerebral el 18 de gener de 1936 a l'edat de 70 anys (La seua mort havia estat anunciada abans de manera incorrecta per una revista, a la qual ell es va adreçar dient: "Acabe de llegir que he mort. No us oblideu d'esborrar-me de la vostra llista de subscriptors.")
Les despulles de Rudyard Kipling van ser soterrades al Poets' Corner, al transsepte sud de l'Abadia de Westminster, on molts literats es troben soterrats.
Després de la seua mort, l'obra de Kipling va continuar caient en un eclipsi crític. Les modes en la poesia es van allunyar dels seus metres i rimes exactes. A més, amb el col·lapse dels imperis europeus en la meitat del Segle XX, les obres de Kipling es desconnectaren una mica més de la realitat. Molts dels que el critiquen senten que la seua obra era inseparable de les seues opinions socials i polítiques, malgrat palesar un talent artístic excepcional. Hom apunta als seus retrats dels personatges indis, que sovint recolzen l'opinió colonialista que els indis i altres pobles colonitzats eren incapaços de sobreviure sense l'ajuda dels europeus, condemnant el racisme d'aquest punt de vista. Un exemple que suporta aquest argument pot trobar-se a Kim, la seua més perdurable novel·la per a adults. Kipling va escriure una de les seues frases més infames: "Ell podia mentir com un oriental", ben al principi del llibre. D'altres inclouen la menció de "poques castes sense llei" a Recessional i la referència als pobles colonitzats en general com "meitat dimonis i meitat infants" al poema "The White Man's Burden". Irònicament, aquest poema és vist per alguns com una sàtira sarcàstica, alertant sobre els perills del colonialisme i l'opressió de les nacions indígenes; tot i que va ser utilitzat pels partidaris del colonialisme i interpretat literalment com una seriosa justificació dels imperialismes britànic i nord-americà. A més, la frase "poques castes sense llei" de Recenssional (1897) s'ha interpretat que podria referir-se als alemanys (pel seu orgull colonial) o als italians (pel seu continu fracàs en els seus intents colonials), no als indis  Arxivat 2004-11-10 a Wayback Machine.. Potser ambdues interpretacions són errònies, Abrams, a la Norton Anthology suggereix que es refereix a la Bíblia, Romans 2.14: En efecte, hi ha pagans que no coneixen la Llei, però compleixen per inclinació natural allò que la Llei mana; no tenen la Llei de Moisès, però segueixen una llei interior, és a dir, no és estimar els colonitzats, és estimar la llei de Déu.
Kipling va tenir forts lligams amb el moviment Escolta. Robert Baden-Powell, el fundador del moviment va utilitzar material de El llibre de la selva i de Kim per a la creació del moviment junior, els llobatons. Aquestes connexions encara sobreviuen. No només aquest grup rep el nom de la família (de llops) que va adoptar Mowgli, també els adults que se'n fan responsables adopten noms extrets de El llibre de la selva, especialment l'adult líder que s'anomena Akela, com el líder de la bandada de llops. Arxivat 2005-11-25 a Wayback Machine..
A l'Índia d'avui dia, l'opinió sobre Kipling és decididament negativa, atès el to descaradament imperialista de la seua obra, especialment la que correspon als anys anteriors a la Primera Guerra Mundial. Els seus llibres es troben conspícuament absents dels programes de literatura anglesa de les escoles i universitats índies, llevat de les seues narracions infantils. Molt poques universitats inclouen Kipling en les seues llistes de lectures recomanades, i es tracta d'una decisió deliberada, atès que molts altres escriptors anglesos hi són representats amb profusió. Tanmateix, l'obra de Kipling es considera essencial a les universitats índies (i a la resta del món) quan es tracta d'estudiar l'imperialisme, que inevitablement va "causar" l'aparició d'una literatura post-colonial.
Aquells que intenten defensar Kipling, addueixen que el suposat racisme de l'autor sempre és expressat per boca d'algun personatge i que per tant no ha de ser considerat una opinió de l'autor, sinó una caracterització més del personatge en qüestió. Un exemple és que el soldat que parla de "Gunga Din" qualifica el personatge de "un vell ídol amb un nas estovat." Tanmateix, al mateix poema, Gunga Din es presenta com una figura heroica; "Tu ets millor home que jo, Gunga Din". Intenten veure ironia o significats alternatius en els poemes escrits en la mateixa veu de l'autor, incloent-hi "The White Man's Burden" i "Recessional." Però ometen la imatge del bon salvatge en què el patriòtic pro-colonialista Kipling va creure. Va suggerir que Gran Bretanya havia d'assumir "La càrrega de l'home blanc" ("White Man's Burden"), de difondre la paraula i l'amor de Déu, el que significava colonitzar i convertir els colonitzats als cristianisme, perquè els africans, els indígenes americans i els indis eren "meitat dimoni i meitat infants".
Malgrat els canvis en les actitud racials i en els estàndards poètics, la poesia de Kipling continua sent popular als països anglo-saxons, considerant-la més aviat "vigorosa i sòlida" que "musical." Fins i tot T. S. Eliot, un poeta molt diferent, va editar A Choice of Kipling's Verse ("Una selecció de poemes de Kipling"- 1943), tot i que va comentar que "[Kipling] només podia fer poesia en certes ocasions - sempre exclusivament per accident!". La narrativa per a adults de Kipling continua editant-se i s'ha guanyat les lloances d'escriptors tan diferents com ara Poul Anderson i Jorge Luis Borges. Tanmateix, Kipling és especialment recordat pels seus llibres infantils. Les seues Just-So Stories han estat editades amb il·lustracions i se situen entre els llibres infantils de més èxit, i "El llibre de la selva" ha donat lloc a diverses pel·lícules; la primera d'elles obra del productor Alexander Korda, i d'altres obra de la Walt Disney Company.
Després de la mort de la vídua de Kipling l'any 1939, la seua casa, "Batemans" a Burwash, East Sussex va passar a mans del National Trust i avui dia és un museu dedicat a l'escriptor. Elsie, l'única dels seus tres fills que va superar el divuit anys, va morir sense descendència l'any 1976, i va llegar els drets d'autor al National Trust. Hi ha un pròspera Kipling Society al Regne Unit.
En català ha estat traduït en diverses èpoques i per carismàtics traductors. Per exemple, s'hi han "enfrontat" Marià Manent, Joaquim Mallafrè, Francesc Parcerisas i Jordi Arbonès.
Hi ha tres ciutats als Estats Units i una al Canadà anomenades "Kipling" en honor seu.

## Kipling i la reinvenció de la ciència-ficció
Kipling ha mantingut la seua influència en la cultura popular anglosaxona fins i tot ens els períodes d'eclipsi de la seua reputació en el món de la crítica literària. Un important cas concret de la seua influència es va donar sobre el desenvolupament de la ciència-ficció durant la seua reinvenció per John W. Campbell, al final dels anys treinta, i posteriorment.
Kipling va exercir la seua influència a través de John W. Campbell i de Robert A. Heinlein. Campbell va qualificar Kipling com "el primer escriptor modern de ciència-ficció", i Heinlein sembla haver après de Kipling la tècnica de la narració indirecta — mostrant el món imaginari a través dels ulls i del llenguatge dels personatges, en lloc de fer-ho a través del narrador — que esdevindria el dispositiu narratiu essencial de l'obra de ciència-ficció de Campbell.
Aquesta tècnica es troba completament desenvolupada a With the Night Mail (1912), que es llegeix com si fos ciència-ficció moderna (hi ha raons per a creure que aquesta narració va ser una influència formativa en Heinlein, que tenia cinc anys quan va ser escrita i que probablement va llegir sent un noi). Sembla que Kipling va desenvolupar la narració indirecta com a solució d'alguns problemes tècnics que sorgien en escriure sobre l'estranyesa que provocava l'ambient de l'Índia, descrit en les seues obres, per als lectors britànics o nord-americans. Aquesta tècnica ateny el seu complet desplegament a Kim (1901), obra que va influir sobre Citizen of the Galaxy de Heinlein.
Els homenatges i referències a Kipling són habituals en ciència-ficció, especialment entre els autors de l'anomenada "Golden Age", com ara Heinlein i Poul Anderson, però amb continuïtat actualment.
El camp de la ciència-ficció continua reflectint gran part dels valors i preocupacions de Kipling, incloent-hi el manteniment d'una tradició de ficció per a joves d'alta qualitat, i amb un component educatiu i moral; l'estima per les aventures de caràcter militar amb elements del bildungsroman, ambientades en llocs exòtics; i una combinació d'optimisme tecnològic amb l'individualisme liberal i les suspicàcies envers tota mena de govern.

## L'esvàstica

L'esvàstica de Kipling

Moltes de les edicions antigues d'obres de Kipling porten una esvàstica a la coberta, junt a un dibuix del Déu hindú amb cap d'elefant Ganesha. Això va fer que des de l'any 1930 s'especulara amb la possibilitat que Kipling fora un simpatitzant dels nazis. Però l'ús de l'esvàstica per part de Kipling no té res a veure amb el nazisme, sinó que està basat en un antic signe indi que significa bona sort i benestar. Va usar l'esvàstica en orientació esquerra i dreta indistintament, i abans que els nazis aconseguiren el poder, Kipling ja havia ordenat al seu editor retirar el signe, amb l'objectiu de no ser identificat amb ells. Poc menys d'un any abans de morir, Kipling va donar una conferència (titulada "An Undefended Island" - una illa indefensa) a The Royal Society of St George el 6 de maig de 1935, alertant sobre el perill que l'Alemanya Nazi suposava per al Regne Unit.

## Obres
- The Man Who Would Be King (1888)
- Plain Tales from the Hills (1888)
- Mandalay (1890) (poema)
- Gunga Din (1890) (poema)
- Life's Handicap (1891)
- El llibre de la selva (The Jungle Book, 1894)
- If— (1895) (poema)
- The Second Jungle Book (1895)
- Captains Courageous (1897)
- The Day's Work (1898)
- Kim (1901)
- Just So Stories (1902)
- Puck of Pook's Hill (1906)

### Traduccions catalanes
- Kim, traducció de Carles Miró. Martorell: Adesiara, 2021
- El Llibre de la Jungla, traducció de Marià Manent. Editorial Catalana, Llibreria Catalonia, 1920 i 1935